# Taradell (kommunhuvudort)
Taradell är en kommunhuvudort i Spanien.   Den ligger i provinsen Província de Barcelona och regionen Katalonien, i den östra delen av landet, 500 km öster om huvudstaden Madrid. Taradell ligger 636 meter över havet och antalet invånare är 5 577.
Terrängen runt Taradell är huvudsakligen kuperad, men norrut är den platt. Runt Taradell är det glesbefolkat, med 20 invånare per kvadratkilometer. Närmaste större samhälle är Vic, 6,7 km norr om Taradell. I omgivningarna runt Taradell växer i huvudsak blandskog.